# في كيه 1602 ليوبارد
 الدبابة الخفيفة في كيه 1602 ليوبارد مركبة استطلاع ألمانية تم تصميمها من منتصف عام 1941 وحتى يناير 1943، وكان من المقرر إنتاجها في أبريل 1943، ولكن تم التخلي عن المشروع قبل أن يكتمل النموذج الأولي الأول في يناير من نفس العام. كان السبب في ذلك أنه لم يستوف متطلبات مركبة في عام 1944.

## مشتقات
تم التخطيط أيضًا لاستخدام هيكل ليوبارد كقاعدة لمدفع من عيار 10.5 سم في تكوين وافن تراجر.  
- الوزن: 21900   كلغ
- الطاقم: 4 رجال، قائد (مدفعي)، محمل، سائق، مشغل راديو
- المحرك: مايباخ أتش أل 157 ف/12 أسطوانة/550 حصان
- السرعة: الطريق: 45-60   كم/ساعة / وعر: 30   كم/ساعة
- المدى: الطريق: 500  كم/وعر: 300  كم
- المدة: 4.74 متر (15 قدم 7 بوصة)
- العرض: 3.10 متر (10 قدم 2 بوصة)
- الارتفاع: 2.60 متر (8 قدم 6 بوصة)
- التسليح:
  - 1 × 50 مم كيه دبليو كيه 39/1 L / 60
  - 1 × 7.92 مم أم جي 42
- ذخيرة:
  - 50 ملم: 50 طلقة
  - 7.92ملم: 2400 طلقة
- درع: 16-50   مم